# بوتيوكسيلة إيزاردية
بوتيوكسيلة إيزاردية (بالإنجليزية: Buttiauxella izardii)‏ هي نوع بكتيريا من جنس بوتيوكسيلة. تم عزلها في براونشفايغ في ألمانيا.

## أصل التسمية
سمي هذا النوع نسبة لعالم الأحياء الدقيقة الفرنسي دانييل إيزارد.